# Пик Ани
Пик Ани (фр. Pic d'Anie) — гора в Пиренеях. Имеет также баскское название Ahuñamendi или Auñamendi, что означает "косулья гора". Является первой пиренейской вершиной высотой более 2500м, начиная с Атлантического океана. Пик Ани имеет правильную пирамидальную вершину, на которой установлен флюгер в виде вертолёта. С вершины в хорошую погоду открывается обзор радиусом более 30 км. Оттуда видны Пик дю Миди д'Оссо, пик Арлас, Стол Трёх Королей, Бийэр, органы Камплонга, и даже Палас и Балайту. 

## Расположение
Пик Ани расположен в департаменте Атлантические Пиренеи (фр. Pyrénées Atlantiques), неподалёку от перевала Пьер Сен-Мартен, в непосредственной близости от испанской границы. Пик окружён гигантским карстом Ларры, делающим пейзаж в районе пика похожим на лунный.
Гора является частью так называемого Лескунского цирка между ущельями Аспы и Барету. При этом пик Ани, благодаря его относительной изолированности и особой форме, можно увидеть не только из Лескуна, но и из многих равнинных городов Атлантических Пиренеев, например, По или Олорон.
На плато у подножия пика находится система пещер Пьер-Сен-Мартен, одна из глубочайших в мире, с гротом Ла-Верна — крупнейшим по объёму подземным залом во Франции.

## Маршруты
Для восхождения на пик Ани можно выделить три различных отправных пункта. Из приюта Лаберуат (фр. Refuge de Labérouat) маршрут следует на запад через лес у подножия органов Камплонга, проходит между пиками Сум Куи (фр. Soum Couy) и Кунтенде (фр. Countendé) и в районе перевала Ани (фр. Col des Anies) встречается с маршрутом, идущим от перевала Пьер Сен-Мартен. Затем тропинка заходит по спирали на вершину пика Ани. Отправляться можно также с испанской стороны из долины реки Белагуа (исп. Belagua). Для первых двух маршрутов можно пользоваться французской картой IGN Top 25 n°1547 OT Ossau-Vallée d'Aspe. Для отправления от Белагуа, следует пользоваться испанской картой.

## Легенды
В баскской мифологии, вершина пика Ани считалась территорией Жонагорри (баск. Jaunagorri - Красного Властелина). Там располагался дивный сад, где росли плоды бессмертия. Однако те смельчаки, которые пытались ими завладеть вынуждены были отступать перед грозами или градом, посылаемыми этим божеством.

## Фотогалерея

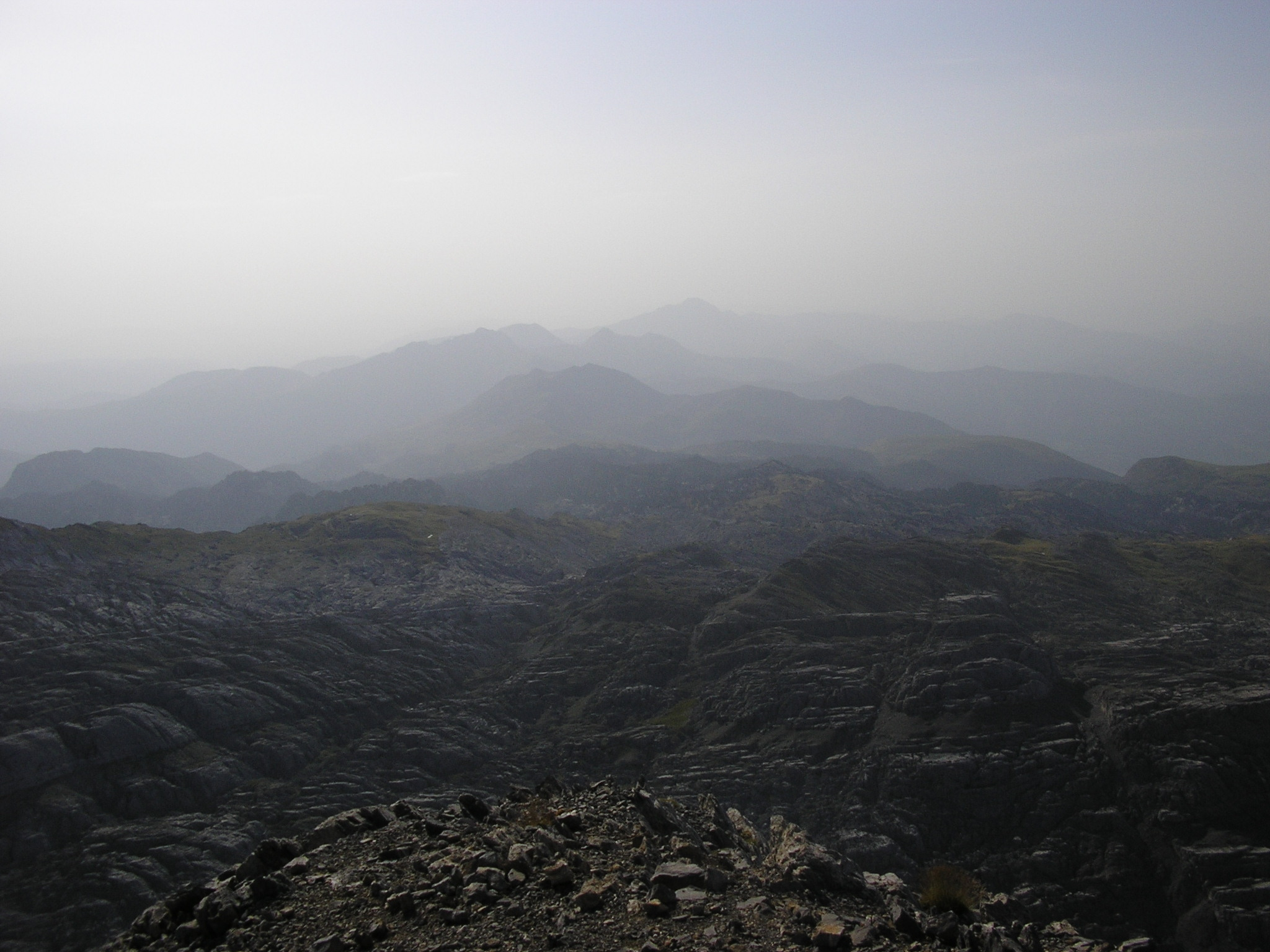
Вид с вершины на запад вдоль испанской границы
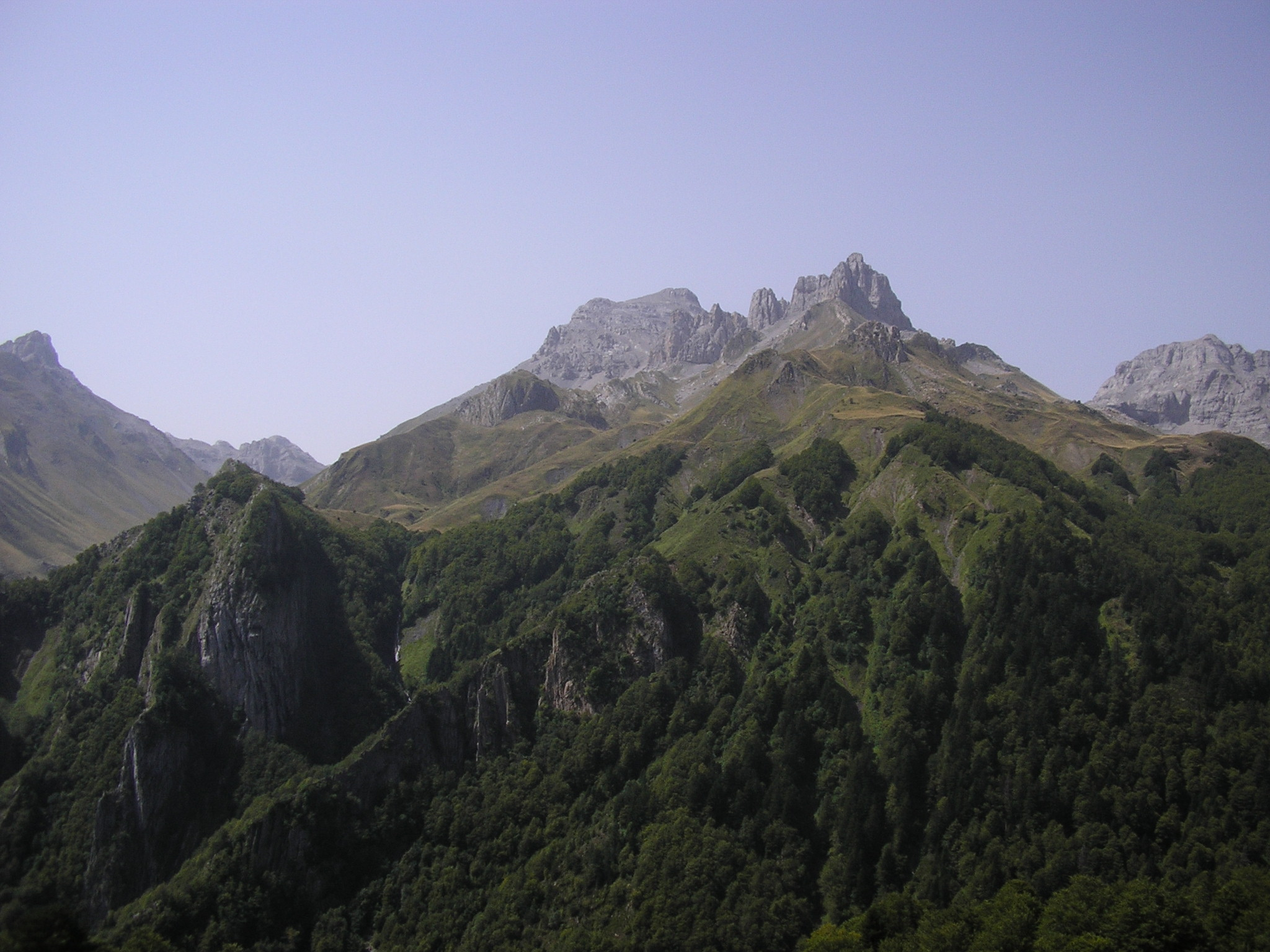
Вид на массив пика Ани из окрестностей деревни Лескун (фр. Lescun)
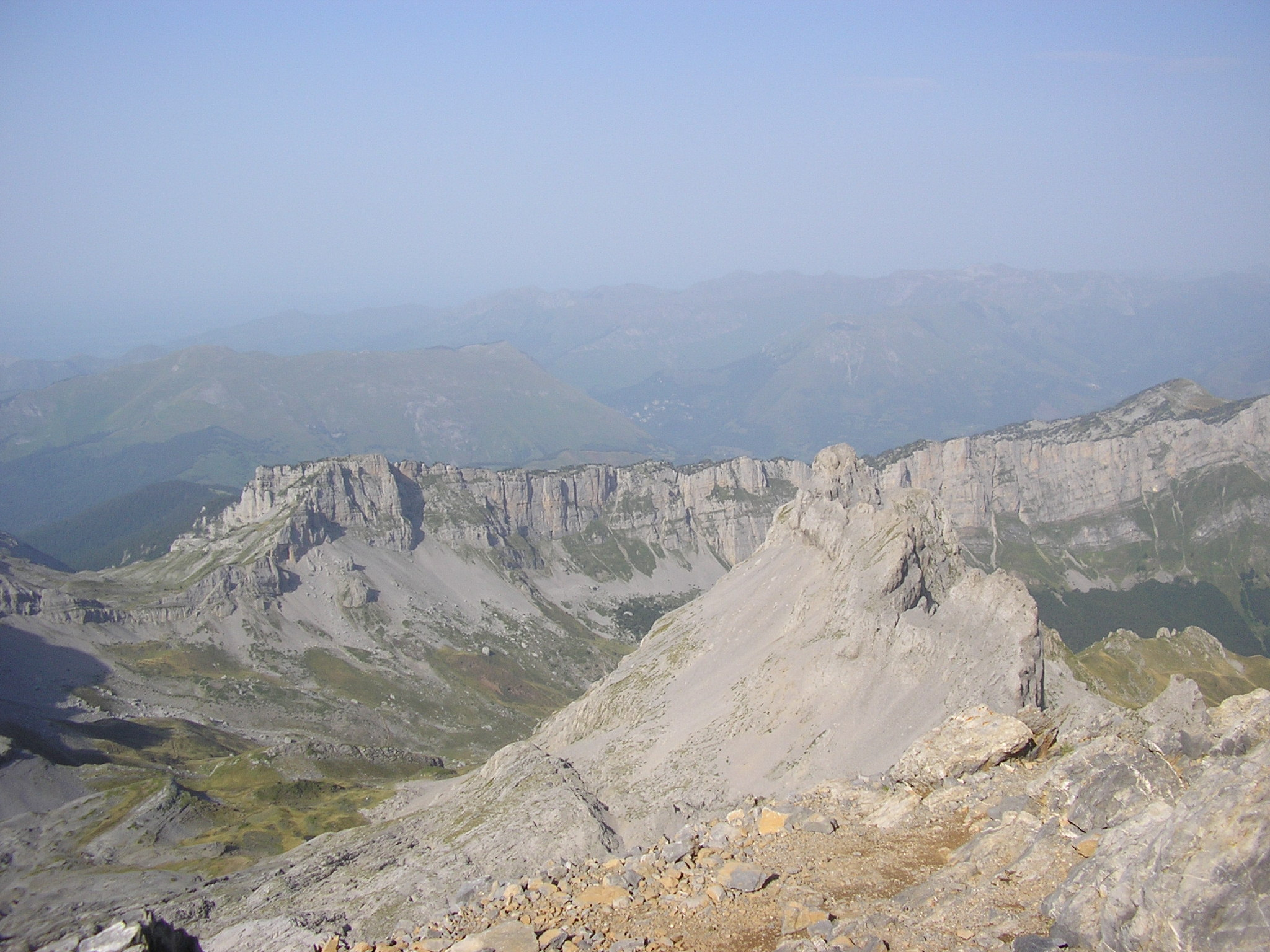
Вид с вершины на органы Камплонга
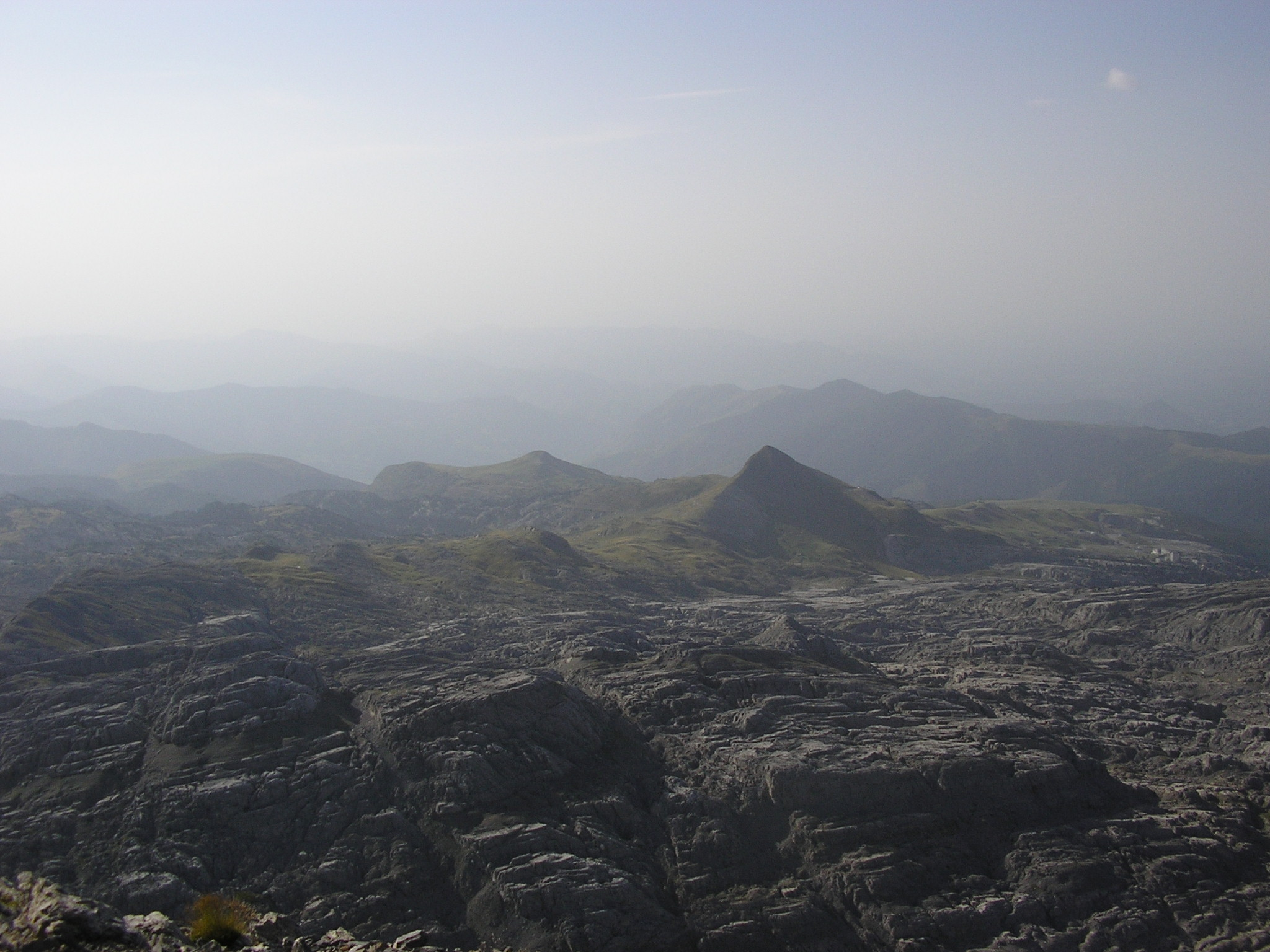
Вид с вершины на пик Арлас